# Conophytum concordans
Conophytum concordans är en isörtsväxtart som beskrevs av Gordon Douglas Rowley. Conophytum concordans ingår i släktet Conophytum, och familjen isörtsväxter. Inga underarter finns listade i Catalogue of Life.